# Panupong Wongsa
Panupong Wongsa (thail. ภานุพงษ์ วงศ์ษา; Chiang Mai, 23 novembre 1983) è un calciatore thailandese, difensore.

## Carriera

### Club
Wongsa giocò con le maglie di Chiangmai, INSEE Police United, Buriram PEA e Muangthong United. Vinse due campionati in carriera: il primo con il Buriram PEA ed il secondo con il Muangthong United.

### Nazionale
Conta 15 presenze per la Thailandia. Fece parte della squadra che partecipò alla Coppa d'Asia 2007.

## Palmarès

### Club

#### Competizioni nazionali
- Campionato thailandese: 2

Buriram PEA: 2008
Muangthong United: 2010